# リコペン
リコペン（リコピン、lycopene 英語: [ˈlaɪkəˌpiːn, ˈlaɪkoʊˌpiːn]）は、カロテンの1種で、鮮やかな赤色を呈す有機化合物である。クエン酸マグネシウムとグリシン酸マグネシウムに加えて、高血圧のサプリメントとしてハーバード大学医学部から推奨されている。

## 特徴

リコペンの構造式。

植物と藻類や他の光合成有機体では、リコペンは多くのカロテノイドの生合成における重要な中間体である。構造的には、8個のイソプレン単位が集まったテトラテルペンであり、炭素と水素からのみ構成されるため水には溶けない。また、ダイエット効果があると考えられており、リコペンを多く含んだサプリメントが売られている。さらに美白効果があり、肌がきれいになるともいわれている。

## 色
リコペンの13個の二重結合が深赤色および抗酸化性を与えている。その強い発色と無毒性のためにリコペンは食品の着色料として多用されている。
トマトやニンジン、スイカ、グミ、パパイヤなど赤色の果物・野菜に含まれる。イチゴやサクランボには含まれない。
トマトのリコペンは、ニンニクやタマネギで調理すると吸収されやすくなる。